# Cerniza
Cerniza es un lugar situado en la parroquia de Río, del municipio español de Río, en la provincia de Orense, Galicia.

## Demografía
| Gráfica de evolución demográfica de Cerniza entre 2000 y 2023 |
|                                                               |
| Datos según el nomenclátor publicado por el INE.              |